# Kimberly Guilfoyle
Kimberly Ann Guilfoyle (/ɡɪlfɔɪl/, née le 9 mars 1969) est une procureure et une personnalité de la télévision américaine. Guilfoyle était procureure à San Francisco et à Los Angeles, en Californie. Elle a occupé le poste de procureure adjointe du district de San Francisco de 2000 à 2004.
Guilfoyle a épousé l'homme politique californien Gavin Newsom et a été première dame de San Francisco pendant les deux premières années du mandat de maire de Newsom, à partir de 2003. Elle a travaillé chez Fox News de 2006 à 2018. Elle a ensuite rejoint America First Policies, un super PAC pro Trump, pour faire campagne pour les républicains aux élections de mi-mandat de 2018,.
Le 11 décembre 2024, Guilfoyle est désignée par Donald Trump pour occuper la fonction d'ambassadrice des États-Unis en Grèce. 

## Biographie

### Enfance et famille
Guilfoyle est née à San Francisco le 9 mars 1969 d'une mère portoricaine et d'un père irlandais. Elle a été élevée dans une famille catholique. Elle a grandi dans le Mission District de San Francisco et à Westlake, Daly City, en Californie. Elle est diplômée de la Mercy High School de San Francisco.
La mère de Guilfoyle, Mercedes, est enseignante ; elle décède d'une leucémie quand Guilfoyle avait onze ans.
Son père, Anthony Guilfoyle, est né à Ennis, dans le comté de Clare, en Irlande et a immigré aux États-Unis en 1957 à l'âge de 20 ans. En 1958, alors qu'il n'avait pas encore la nationalité américaine, il est entré pour quatre ans dans l'armée américaine. Par la suite, Anthony Guilfoyle a travaillé dans la construction. Il est devenu promoteur immobilier et, jusqu'à sa mort en 2008, un proche conseiller du maire Newsom,.

### Éducation
Guilfoyle est diplômée magna cum laude de l'université de Californie à Davis et a reçu son Juris Doctor (JD) de la faculté de droit de l'Université de San Francisco en 1994. Pendant ses études de droit, elle effectue un stage au bureau du procureur du district de San Francisco et travaille comme mannequin pour Macy's et Victoria's Secret.
Elle a aussi étudié au Trinity College de Dublin en Irlande.

### Carrière d'avocate
Après ses études de droit, Guilfoyle travaille brièvement comme procureure à San Francisco, mais perd son emploi en 1996 lorsque Terence Hallinan est élu procureur de district et limoge 14 des procureurs de la ville.
Guilfoyle passe ensuite quatre ans à Los Angeles en tant que procureure adjointe.
En 2000, Guilfoyle est embauchée une seconde fois au bureau du procureur du district de San Francisco, où elle occupe le poste de procureure adjointe de district de 2000 à 2004,.

### Carrière médiatique et politique

#### Télévision
En janvier 2004, Guilfoyle s'installe à New York pour animer l'émission Both Sides sur Court TV, ainsi que pour travailler comme analyste juridique sur Anderson Cooper 360 ° .
Elle rejoint Fox News en février 2006, en tant qu'animatrice de l'émission du week-end The Lineup . Guilfoyle devient une collaboratrice régulière du réseau puis est choisie comme co-animatrice de The Five en 2011. Elle reste animatrice de l'émission jusqu'en 2018.
Guilfoyle apparait également chaque semaine pour le segment "Est-ce légal?" du The O'Reilly Factor jusqu'à l'annulation de cette émission en 2017, et en tant qu'invitée hebdomadaire le jeudi dans l'émission de radio Kilmeade and Friends. Elle travaille aussi pour les programmes Hannity, On the Record, Justice with Judge Jeanine, et Fox & Friends.
Le 29 juin 2017 Fox annonce que Guilfoyle a signé une prolongation de contrat à long terme.
Guilfoyle quitte Fox News en juillet 2018 pour travailler pour un Super PAC de Donald Trump,.

#### Making the Case: How to Be Your Own Best Advocate
En 2015, Guilfoyle publie un livre semi-autobiographique de conseils intitulé «Making the Case: How to Be Your Own Best Advocate» .

#### Administration Trump et campagne pour Trump en 2020

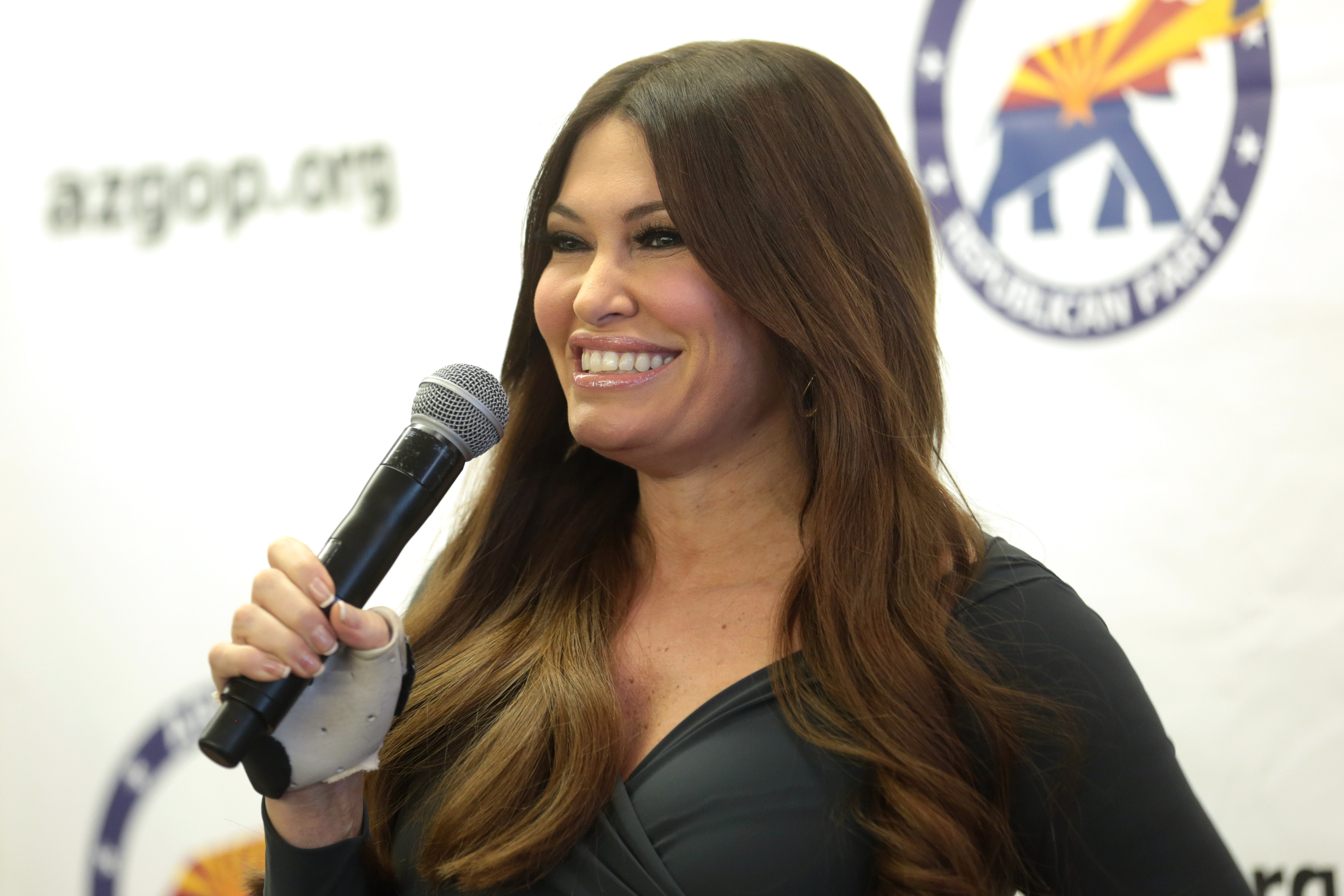
Guilfoyle lors d'un rassemblement électoral à Sun City, Arizona en novembre 2018.

En décembre 2016, des rumeurs ont circulé que Kimberly Guilfoyle était pressentie comme attachée de presse du président Donald Trump. Sean Spicer, considéré comme le favori pour cette fonction, a finalement été désigné. Le 12 mai 2017, dans l'édition de The Five, le journaliste Bob Beckel a laissé entendre que Guilfoyle avait refusé le poste. Cependant, dans une interview le 15 mai 2017, Guilfoyle a confirmé être en contact avec la Maison Blanche au sujet du poste après la démission de Spicer : « Je suis une patriote, et ce serait un honneur de servir le pays ». Cependant, le 19 mai, elle a affirmé être sous contrat avec Fox News, indiquant avoir refusé de travailler à la Maison Blanche. Un mois plus tard, elle prolonge son contrat avec Fox News.
Elle défend dans ses interventions des positions conservatrices et favorables à l'administration Trump. En 2018, le Washington Post l'a qualifiée de « pom-pom girl conservatrice du président Trump ».

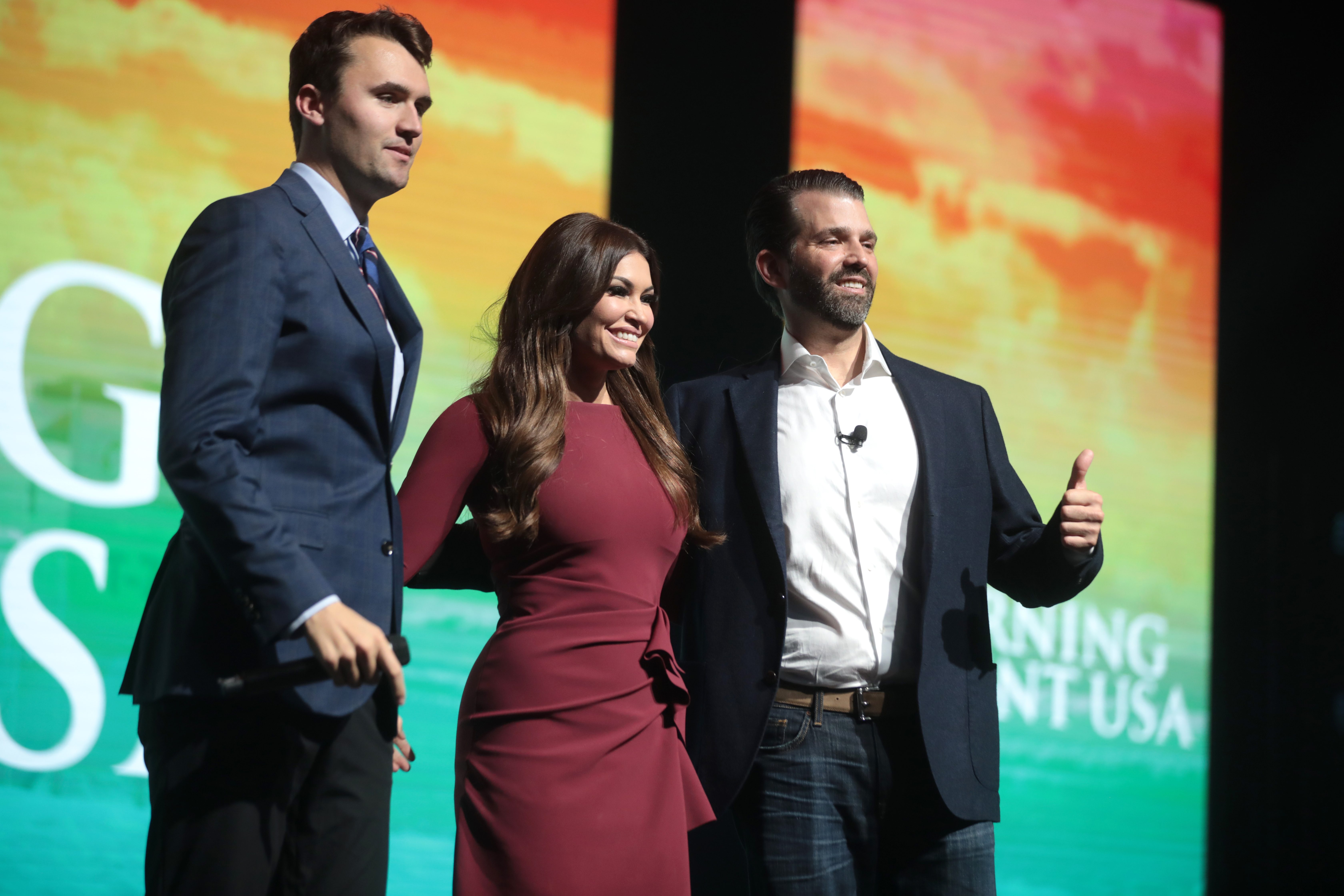
Charlie Kirk, Kimberly Guilfoyle et Donald Trump, Jr., au Palm Beach County Convention Center, organisant le S.A.S. de Turning Point USA en 2019.

En 2020, elle devient présidente du comité des finances du Trump Victory Committee. Celui-ci la rémunère 180 000 dollars par an via la société privée du directeur de campagne, Parscale Strategy,. La division de collecte de fonds dirigée par Guilfoyle est en proie à des troubles internes avec les départs de personnel expérimenté et des accusations de dépenses irresponsables.
Lors de la convention républicaine de 2020, elle déclare, hurlant dans son micro : « Cette élection est un combat pour l’âme de l’Amérique [...] Ils [les démocrates] veulent détruire ce pays et tout ce pourquoi nous nous sommes battus et que nous chérissons [...] Amérique ! c'est elle qui est dans la balance. »

## Vie privée

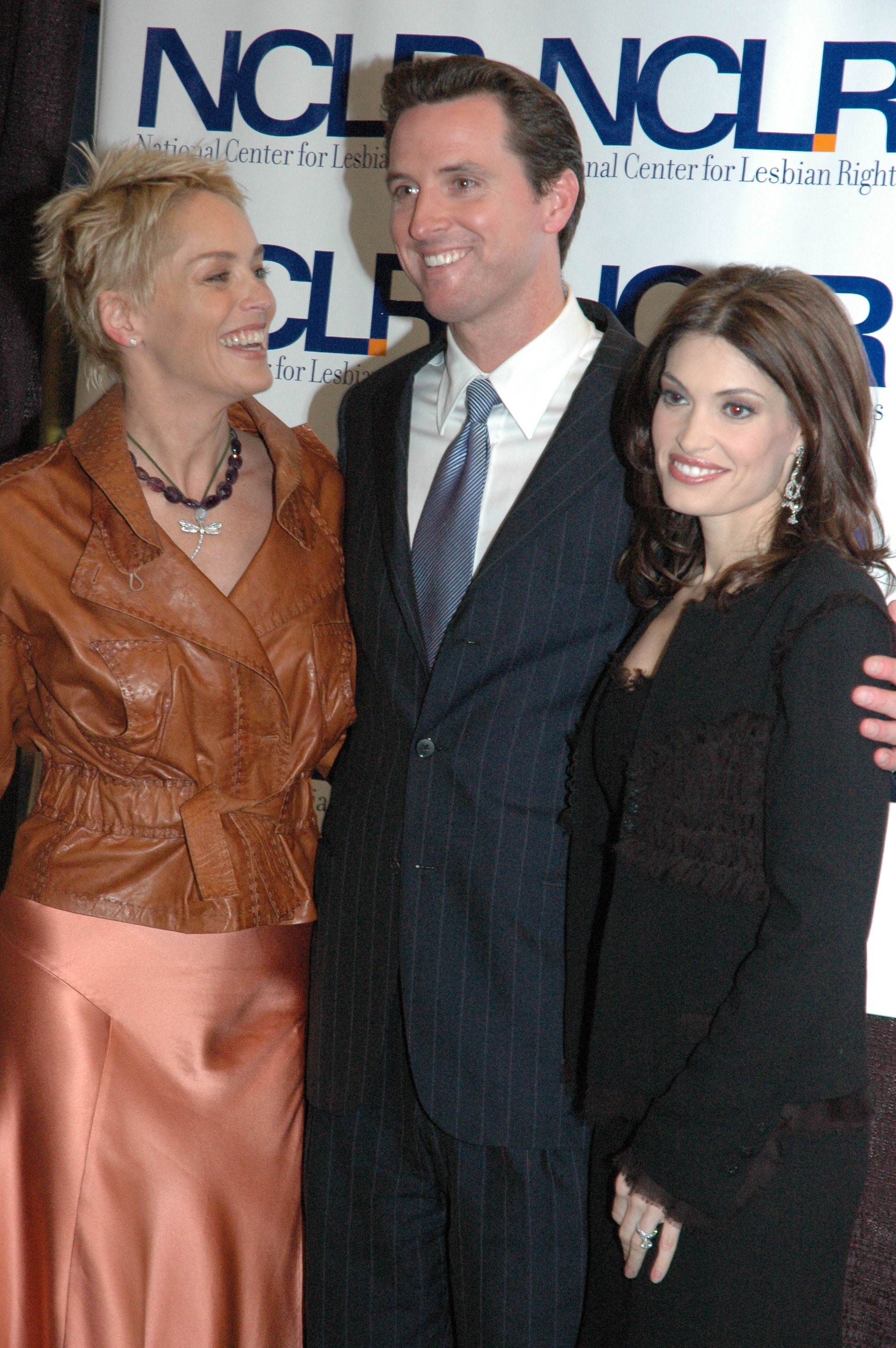
Sharon Stone, Gavin Newsom et Kimberly Guilfoyle, au National Center for Lesbian Rights Spirit Awards, 24 avril 2004.

En 2001, Guilfoyle a épousé Gavin Newsom, alors superviseur de la ville de San Francisco ; Newsom a été élu maire de San Francisco en 2003. Alors qu'elle était mariée à Newsom, elle se faisait appeler Kimberly Guilfoyle Newsom. En janvier 2005, à cause de leurs carrières géographiquement éloignées, Guilfoyle et Newsom ont demandé le divorce conjointement. Leur divorce a été finalisé le 28 février 2006.
Le 27 mai 2006, à la Barbade, Guilfoyle a épousé Eric Villency, héritier d’une entreprise de design,. Guilfoyle a donné naissance à leur fils, Ronan Anthony, le 4 octobre 2006.
En mai 2018, des medias ont révélé que Guilfoyle était la compagne de Donald Trump, Jr.. Guilfoyle était amie avec la famille Trump depuis des années. Ils se sont fiancés en décembre 2020.